# 特他洛尔
特他洛尔（英语：Tertatolol），商品名Artex、Artexal、Prenalex，是一种β受体阻滞剂，用于治疗高血压。它是由法国施维雅制药公司发现的，并在欧洲销售。
特他洛尔还被证明可作为血清素5-HT1A和5-HT1B受体拮抗剂，类似于普萘洛尔和吲哚洛尔。